# Pimentel (Sardinien)
Pimentel ist eine italienische Gemeinde (comune) mit 1102 Einwohnern (Stand 31. Dezember 2023) in der Metropolitanstadt Cagliari auf Sardinien. Die Gemeinde liegt etwa 30,5 Kilometer nordnordwestlich von Cagliari.

## Verkehr
Am südöstlichen Rand der Gemeinde verläuft die Strada Statale 128 Centrale Sarda von Monastir nach Oniferi.

## Söhne und Töchter
- Tarcisio Pillolla (1930–2021), römisch-katholischer Bischof von Iglesias